# 浮かれ姫君

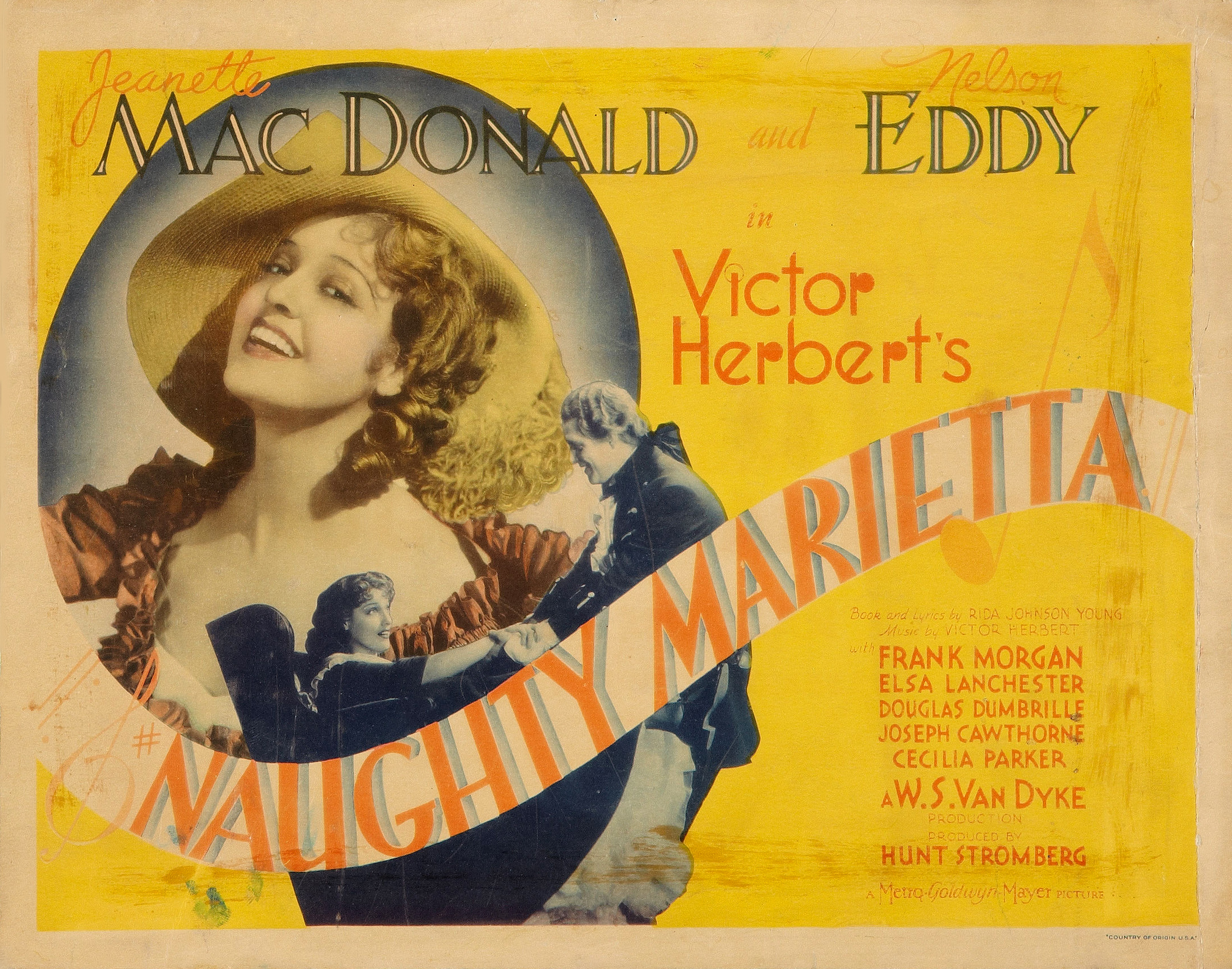
ロビーカード(1935年)

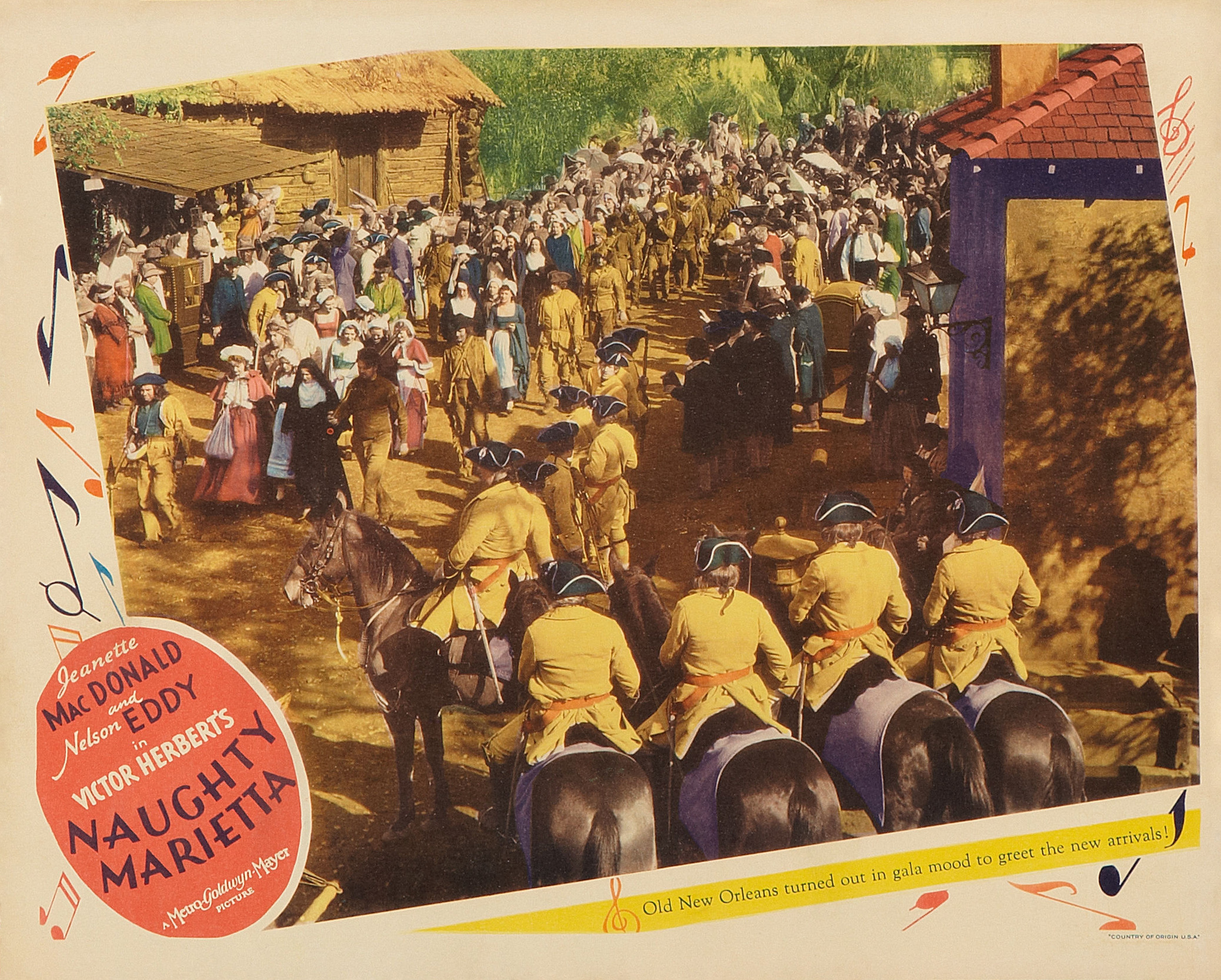
ロビーカード(1935年)

『浮かれ姫君』（うかれひめぎみ、原題：英語: Naughty Marietta）は、1935年に製作・公開されたアメリカ映画である。
18世紀半ばのフランス領ルイジアナを舞台としたヴィクター・ハーバート作曲のオペレッタ『お転婆マリエッタ』（1910年ニューヨーク初演）の映画化であり、W・S・ヴァン・ダイクが監督、クラシカルな歌うコンビとして名を残したジャネット・マクドナルドとネルソン・エディの初の共演作となった。
2003年、アメリカ国立フィルム登録簿に登録されている。

## キャスト
- マリー／マリエッタ：ジャネット・マクドナルド
- リチャード・ウォリントン：ネルソン・エディ
- ガスパール・ダナール総督：フランク・モーガン
- ダナール夫人：エルザ・ランチェスター

## スタッフ
- 監督：W・S・ヴァン・ダイク
- 製作：W・S・ヴァン・ダイク、ハント・ストロンバーグ
- 脚本：フランシス・グッドリッチ、アルバート・ハケット、ジョン・リー・メイヒン
- 編曲：ハーバート・ストサート
- 撮影：ウィリアム・ダニエルズ
- 編集：ブランチ・シューエル
- 美術：セドリック・ギボンズ
- 衣裳：エイドリアン
- 録音：ダグラス・シアラー

## アカデミー賞受賞・ノミネーション
- 受賞
  - 録音賞：ダグラス・シアラー
- ノミネーション
  - 作品賞

## 挿入曲日本語カバー
- ビクター53602（1936年1月新譜）
  - 小林千代子「心の扉（Ah, Sweet Mystery of Life）」
  - 能勢妙子「ナポリ小唄（Italian Street Song）」